# Chauzje Choosha
Chauness Chauzje Choosha (ur. 31 grudnia 1992 w Monze) – zambijska lekkoatletka, sprinterka. 

## Osiągnięcia
| Rok  | Impreza                   | Miejsce | Konkurencja   | Lokata        | Wynik |
| ---- | ------------------------- | ------- | ------------- | ------------- | ----- |
| 2012 | Halowe mistrzostwa świata | Stambuł | bieg na 60 m  | eliminacje    | 8,19  |
| 2012 | Igrzyska olimpijskie      | Londyn  | bieg na 100 m | preeliminacje | 12,29 |

## Rekordy życiowe
- Bieg na 60 metrów (hala) – 8,19 (2012) rekord Zambii